# Rudolf Hruska

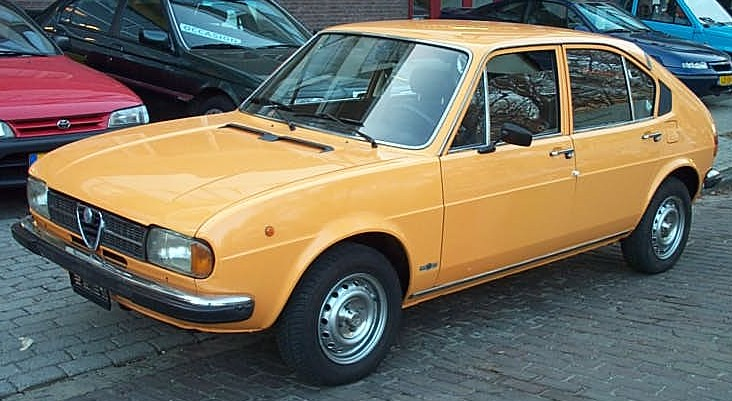
Hruska var ansvarig för projektet som innebar framtagandet av Alfa Romeo Alfasud och en ny fabrik.

Rudolf Hruska, född 2 juli 1915 i Wien, död 4 december 1995 i Turin, var en östrerrikisk bilkonstruktör. Han är mest känd för sitt arbete vid Alfa Romeo
Hruska arbetade efter sina studier vid Wiens ingenjörsskola hos Ferdinand Porsche och i utvecklingen av KdF-Wagen. Efter andra världskriget var han med och tog fram tävlingsbilen Cisitalia, senare gifte han sig med friidrottaren Lidia Bongiovanni.
1951 började han arbeta hos Alfa Romeo. Hans uppgift var att förbättra produktionen i Portello-fabriken inför tillverkningen av Alfa Romeo 1900. 1954 utsågs han till teknisk direktör. 1959 övertog han ledningen av Portello-fabriken. Efter missnöje med personalförändringar gick han till Simca och senare Fiat. 1967 kom han tillbaka till Alfa Romeo som ansvarig för Alfasud-projektet som innebar framtagandet av Alfa Romeo Alfasud och uppförandet av en helt ny fabrik i Pomigliano d'Arco i Neapel. Efter projektet övertog han ledningen för design, utveckling, forskning och konstruktion i Arese. 1980 gick han i pension. 